# Thorvald Sørensen
Thorvald (Thorwald) Julius Sørensen, född 4 juli 1902 i Sækbæk, Danmark, död 21 juni 1973 i Köpenhamn, var en dansk botaniker och evolutionärbiolog.
Auktorsnamnet T.J.Sørensen kan användas för Thorvald Sørensen i samband med ett vetenskapligt namn inom botaniken; se Wikipediaartiklar som länkar till auktorsnamnet.